# Diego Alatriste

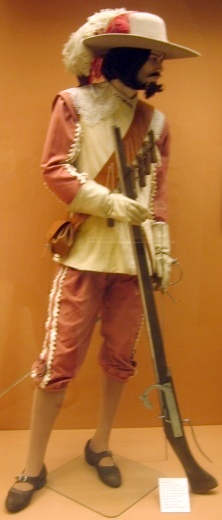
Arcabucero del.

Bandera del tercio de Ambrosio Spinola hacia 1621.

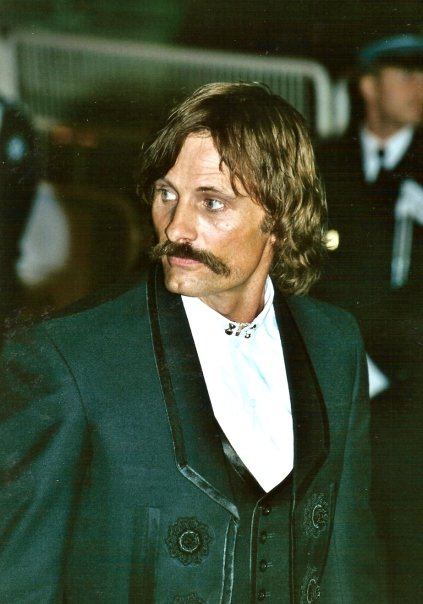
Viggo Mortensen le dio vida en Alatriste.

Diego Alatriste y Tenorio, llamado «capitán Alatriste», es un personaje ficticio llevado a la fama por el novelista y exreportero Arturo Pérez-Reverte, como protagonista de la serie de novelas Las aventuras del capitán Alatriste, que están basadas en unas supuestas memorias de Iñigo Balboa, personaje también ficticio que actúa como narrador de las obras. De acuerdo con los datos proporcionados en las memorias, habría nacido en la actual provincia de León hacia 1582 y muerto en la batalla de Rocroi el 16 de mayo de 1643. Diego Alatriste y Tenorio habría sido un soldado de los Tercios Viejos, espadachín a sueldo y mentor de Íñigo Balboa.

## Personajes históricos
De acuerdo a las notas del editor puestas al fin de cada libro, tanto el capitán Alatriste como Íñigo Balboa están presentados como inspirados en personajes reales.
Ambos habrían participado en el sitio de Breda. El nombre del capitán Alatriste y el de Íñigo Balboa aparecen en versiones primitivas de varias obras, poesías de Francisco de Quevedo, teatro de Pedro Calderón de la Barca, y al parecer Alatriste está pintado en el lienzo de Vélazquez La rendición de Breda.
Según las mismas notas, las menciones a Alatriste desaparecen de todas publicaciones entre fin 1634 y 1636 por una razón desconocida. Solo se encuentran en publicaciones anteriores a esas obras. La radiografía reveló también la figura aguileña de Alatriste bajo un arrepentimiento de 1634-36, en el lugar indicado por las notas de Íñigo Balboa (Bajo el caño horizontal del arcabuz que el soldado sin barba ni bigote sostiene al hombro...). Esta radiografía y sus estudios están disponibles en Velázquez de José Camón Aznar, pag. 508-509.
Sin embargo, no hay evidencia en la Biblioteca Nacional de España de un documento llamado Papeles de Alférez Balboa -la referencia dada por el editor carece de la suficiente precisión para localizarlo- y no se encuentran otros documentos que mencionen a Alatriste que los referidos en la obra de Pérez-Reverte. Tampoco se puede localizar la casa de subastas Claymore (nombre que en cambio designa un tipo de espada), y la fecha de venta (25 de diciembre de 1951) es sospechosa: Navidad es un día feriado en el Reino Unido.

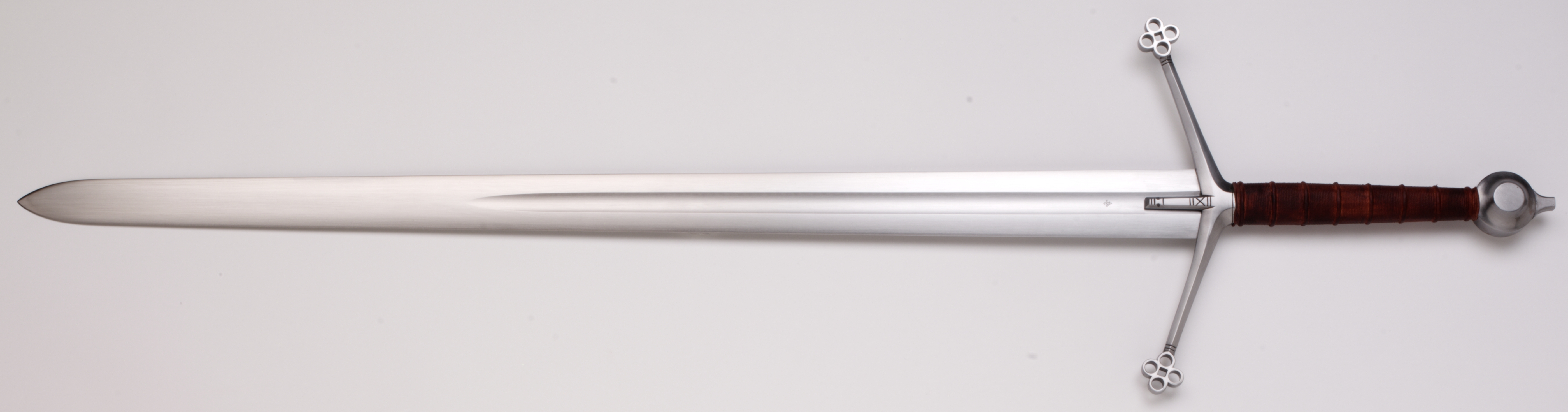
Réplica de espada Claymore

### Aclaración de la Biblioteca Nacional de España
El tema de que si el capitán Alatriste o Íñigo Balboa, así como los llamados Papeles de Alférez Balboa, existieron realmente, lo zanja la propia Biblioteca Nacional de España (BNE) al responder a una pregunta de un usuario. Aparte de negar categóricamente que tales papeles existieran en su institución, explica que todo se trata de una licencia literaria del propio autor para darle visos de credibilidad.

En la Biblioteca Nacional no existen los supuestos papeles manuscritos del alférez Íñigo de Balboa. La atribución que hace el escritor y periodista Arturo Pérez-Reverte en sus novelas sobre el capitán Alatristre es una pura ficción literaria, cuya finalidad es dar verosimilitud a un relato de imaginación.

Da además como sugerencia que Pérez-Reverte pudo inspirarse en la vida de soldados reales de los que consta evidencia documental guardada en los fondos de dicha institución.

### Aclaración del autor
No son pocos los lectores de las obras de Reverte que creen realmente que algunos personajes o incluso lugares descritos en sus obras, existieron o que se basan en hechos reales. Él mismo lo explica, no sin grandes dosis de incredulidad y humor, en un artículo de la serie Patente de corso, titulado «Las fronteras (difusas) de la ficción».
En lo que se refiere al capitán Alatriste, tal como ha indicado el autor se trata un personaje ficticio que está inspirado principalmente, aunque no sólo, en el capitán Alonso de Contreras:

Cervantes, como decía, no dejó más que esos pocos fragmentos dispersos de su vida militar, pero otros de sus camaradas dejaron memorias muy completas e interesantes. Cuatro de ellos son decisivos en la conformación del personaje Diego Alatriste: Jerónimo de Pasamonte, Miguel de Castro, Diego Duque de Estrada y el capitán Alonso de Contreras. Especialmente este último, con quien mi deuda es tanta que no dudé a la hora de hacerlo compañero de armas, viejo camarada y amigo personal del capitán Alatriste (...)

## Biografía
A temprana edad de los 13 años, se alista como paje-tambor en el Tercio Viejo de Cartagena que marcha a Flandes mintiendo sobre su edad. En ese mismo viaje, conoce al futuro capitán Alonso de Contreras. Hacia 1596 asiste a su primera batalla en el asalto de Calais, donde por su valentía sienta plaza de soldado cuando aún no ha cumplido los quince años. Llegan las Guerras con Francia y las luchas en Amiens. A los 17 años tiene el primer duelo y mata a su adversario. Vive los motines de las tropas mal pagadas en los Países Bajos. 
Con 18 años de edad, y cinco que lucha en Flandes, participa en la Batalla de las Dunas y en el asedio de Ostende con su tercio. Combate primero bajo el mando del viejo conde de Guadalmedina, Álvaro de la Marca, y luego con Spínola en la conquista de Ostende y Linghen frente a Mauricio de Nassau. A los 24 años participa en la encamisada del río donde gana el apodo de capitán. 
Hacia 1610, durante la Tregua de los doce años, vuelve a España y participa en la expulsión de los moriscos y en la represión de los rebeldes en Valencia. Tras pedir su baja como soldado en el Tercio de Cartagena, egún él porque "Puesto a degollar infieles mejor que sean adultos y puedan defenderse", se dirige a Nápoles y se enrola en el Tercio de Nápoles luchando contra turcos y venecianos, participando en la batalla naval del cabo Celidonia. En esta época, conoce a Álvaro de la Marca y le salva la vida en la incursión de las Querquenes, lo que le hace gozar de buena reputación y establecerse en Nápoles, pero se ve obligado a huir a España tras un asunto de faldas.
Así, en 1616 se presenta como espadachín a sueldo en Sevilla, trasladándose más tarde al Madrid de los Austrias. En 1618 se alista de nuevo con Spínola que recluta tropas de nuevo para el Tercio Viejo de Cartagena, él mismo lo recomienda para sentar plaza de sargento. En esta misma campaña muere su amigo Lope Balboa, no sin antes pedirle que se encargue de criar a su hijo Íñigo. En 1620 marcha a Alemania junto a otros 8.000 soldados para auxiliar al Emperador Fernando de Austria. Invaden el Palatinado el 6 de agosto. Cruzan el Rin 30.000 hombres y toman 30 plazas fuertes en seis meses, hasta que llegan los fríos del invierno. Mata a un alférez en duelo y es degradado y condenado a la horca. Pero salva la vida del maestre de campo tras matar a tres soldados alemanes durante el Asedio de Jülich, y es indultado.
Tras la reanudación de los conflictos en los Países Bajos en 1622 el Tercio de Cartagena se reconstruye, y es asignado a Gonzalo Fernández de Córdoba y Cardona para luchar contra los protestantes. El 29 de agosto interviene en la sangrienta batalla de Fleurus contra las tropas del duque Christian de Brunswick. Pese a la victoria, el Tercio de Cartagena sufre numerosas bajas y Alatriste resulta muy gravemente herido.
En 1623 Alatriste es licenciado, y se le concede un beneficio de cuatro escudos al año que nunca le pagarán, vuelve a España estableciéndose definitivamente en Madrid y recibe a Íñigo Balboa como paje. Al poco ocurre la aventura de los dos ingleses: El príncipe Carlos y el Duque de Buckingham (El capitán Alatriste) y más tarde Íñigo tiene problemas con el Santo Oficio (Limpieza de sangre).
Hacia 1625 se alista de nuevo, con Iñigo como mochilero que ya tiene 14 años. Llegan a Flandes por el Camino Español. Tiene lugar el asalto y saqueo de Oudkerk y el sitio de Breda, donde asisten a la rendición de Breda, el 5 de junio (El sol de Breda). Desmovilizado, viaja a España por mar y, entre Cádiz y Sevilla, ocurre la aventura del oro del Niklaasbergen. En compensación el rey le regala una cadena de oro por sus servicios (El oro del rey).
Durante los años 1626 y 1627, de nuevo en la villa y corte, cae de nuevo en amores con María de Castro y tiene nuevos problemas con la justicia. Salva la vida del rey en un atentado en El Escorial y este le otorga secretamente la Grandeza de España (El caballero del jubón amarillo). Ese mismo verano Iñigo y él embarcan en las galeras de Levante para luchar contra el corso en Berbería y la costa griega. Mientras, se suceden riñas y desavenencias entre Iñigo y Alatriste antes de una batalla contra los turcos en Escanderlu, en Anatolia (Corsarios de Levante).